# Greatest Hits II (Куийн)
„Greatest Hits II“ е компилация на британската рок група Куийн издадена през 1991 година. Тя достига номер едно в британската класация за албуми и е осмият най-добре продаван албум в историята на британските класации с продажби от 3,7 милиона копия до 2009 година, Greatest Hits II е продадена в шестнадесет милиона копия по целия свят.
Компилацията съдържа повечето от европейските хитове на Куийн от 1981 до 1991 година. Тя е издадена по-малко от месец преди смъртта на Фреди Меркюри и е последният техен издаден музикален продукт, докато той все още е жив. По-късно албумът е издаден и в Съединените щати в две кутии: Greatest Hits I & II и The Platinum Collection I, II & III. На 19 април 2011 година, Холивуд Рекърдс издава ремастираната версия на Greatest Hits II в САЩ и Япония.
Издаването на видео компаньон, озаглавен Greatest Flix II е пуснат по същото време, но e с изчерпан тираж. Повечето от клиповете вече са на разположение на DVD в Greatest Video Hits 2.

## Списък на песните
1. A Kind of Magic (Тейлър) – 4:22 → A Kind of Magic, 1986
2. Under Pressure (Куийн/Дейвид Боуи) – 3:56, Сингъл, 1981 → Hot Space, 1982
3. Radio Ga Ga (Тейлър) – 5:43 → The Works, 1984
4. I Want It All (Куийн) – 4:01, Сингъл-версия → The Miracle, 1989
5. I Want to Break Free (Дийкън) – 4:18, Сингъл-версия → The Works, 1984
6. Innuendo (Куийн) – 6:27 → Innuendo, 1991
7. It’s a Hard Life (Меркюри) – 4:09 → The Works, 1984
8. Breakthru (Куийн) – 4:09 → The Miracle', 1989
9. Who Wants to Live Forever – (Мей) 4:57 → A Kind of Magic, 1986
10. Headlong (Куийн) – 4:33 → Innuendo, 1991
11. The Miracle (Куийн) – 4:54 → The Miracle, 1989
12. I'm Going Slightly Mad (Куийн) – 4:07 → Innuendo, 1991
13. The Invisible Man – (Куийн) 3:58 → The Miracle, 1989
14. Hammer to Fall (Мей) – 3:40, Сингъл-версия → The Works, 1984
15. Friends Will Be Friends (Меркюри/Дийкън) – 4:08 → A Kind of Magic, 1986
16. The Show Must Go On (Куийн) – 4:23 → Innuendo, 1991
17. One Vision (Куийн) – 4:02, Сингъл-версия, 1985 → A Kind of Magic, 1986

## Състав
- Фреди Меркюри: водещи и беквокали, пиано
- Брайън Мей: китари, клавиши
- Роджър Тейлър: барабани
- Джон Дийкън: бас